# Primasubulura
Primasubulura ist eine Gattung der Spulwürmer mit zehn Arten. Sie sind Parasiten bei Altweltaffen.

## Merkmale
Primasubulura-Arten haben die Merkmale der Subuluridae. Die Mundöffnung und der Querschnitt der Mundhöhle sind dreieckig. Die Mundöffnung ist durch Lippen oder Lippenlappen begrenzt.

## Systematik
Das Interim Register of Marine and Nonmarine Genera weist folgende Arten aus:
- Primasubulura alata Devamma, 1977
- Primasubulura cynomolgi Tubangui & Villaamil, 1933
- Primasubulura distans Rudolphi, 1819
- Primasubulura jacchi Marcel, 1857
- Primasubulura loveridgei Baylis, 1920
- Primasubulura malayensis Lee, 1930
- Primasubulura neodistans Cameron, 1930
- Primasubulura otolicni van Beneden, 1890
- Primasubulura pavonis Devamma, 1977
- Primasubulura prosimiae Baer, 1935
- Primasubulura singhi Balamani & Devamma, 1985